# Pokorny Emánuel
Pokorny Emánuel (Bécs, 1860. december 22. - Budapest, 1939. július 9.) pap, főgimnáziumi igazgató.

## Élete
A gimnáziumot Budapesten, a teológiát pedig Budapesten és egészségi megfontolásból Esztergomban végezte. 1883-ban szentelték pappá, majd Selmecbányán volt káplán. 1884-ben Budapesten a II. kerületi főgimnázium hitoktója lett. 1887-ben hittanári oklevelet szerzett, 1893-tól intézeti igazgató. 1908-tól pápai kamarás, 1916-tól a budapesti érseki főgimnázium igazgatója. 1917-től tiszteletbeli kanonok, 1925-től pápai prelátus, 1929-től királyi tankerületi főigazgatói címmel nyugdíjazták. A Szent Erzsébet rendház igazgatója volt.
Nép- és középiskolai hittankönyv-sorozatait évtizedeken át használták, a nemzetiségek nyelvére is lefordították. A második világháború után átdolgozták és újrakiadták. A katekézis elméleti kérdéseivel is foglalkozott. Gerely Józseffel és Zelliger Vilmossal működött együtt a katekizmus javításán.

## Művei
- 1890-1918 Kath. szertartástan. Közép- és polg. isk. haszn. Budapest
- 1891-1923 Ájtatossági gyakorlatok. Imádságok és egyh. énekek, középisk. r.k. ifj. sz. Budapest
- 1893 Társulati Értesítő (Kath. tanonczokat védő egyesület)
- 1896/1902 Megszentelt idők. Az egyházi év ismertetése. Budapest (Népiratkák 107.)
- 1897 Gyakorlatias vallástanítás a középisk-ban. Tekintettel a hazai vallástanítás ujjászervezésére. Budapest
- 1897 Színjátékok ifj. színpadra. Fordította és átdolgozta. Budapest
- 1901-1911 Ószövetségi bibliai történetek középiskolák haszn. Budapest
- 1901 A középiskolai vallástanítás. Esztergom
- 1902-1916 Újszövetségi bibliai történetek középiskolák haszn. Budapest
- 1903-1920 Bibliai történetek polgári és felső leányiskolai haszn. Budapest
- 1904 R.k. katekizmus. Tervezet. Budapest
- 1904-1916 Ker. kat. hittan. A középisk. részére. Budapest
- 1906 R.k. kisebb katekizmus az el. népisk. 3. és 4. o. részére. Tervezet. Budapest
- 1906 R.k. kisebb szertartástan középfokozatú isk. haszn. Budapest
- 1906 A katekizmus-ügy. Budapest
- 1907-1920 Kis biblia az el. népisk. III-VI. o. r.k. tanulói részére. Budapest/Nagyvárad
- 1935 A Szent Erzsébet-szerzet, tekintettel budapesti kolostorára, templomára, és női kórházára. Budapest